# Барадили
Барадили (итал. Baradili) — коммуна в Италии, располагается в регионе Сардиния, в провинции Ористано.
Население составляет 94 человека (2008 год), плотность населения составляет 17 чел./км². Занимает площадь 6 км². Почтовый индекс — 9090. Телефонный код — 0783.
Покровителем коммуны почитается святая Маргарита Антиохийская, празднование 20 июля.

## Демография
Динамика населения:

## Администрация коммуны
- Официальный сайт: http://www.comune.baradili.or.it/